# Chinesische Bronzeinschrift

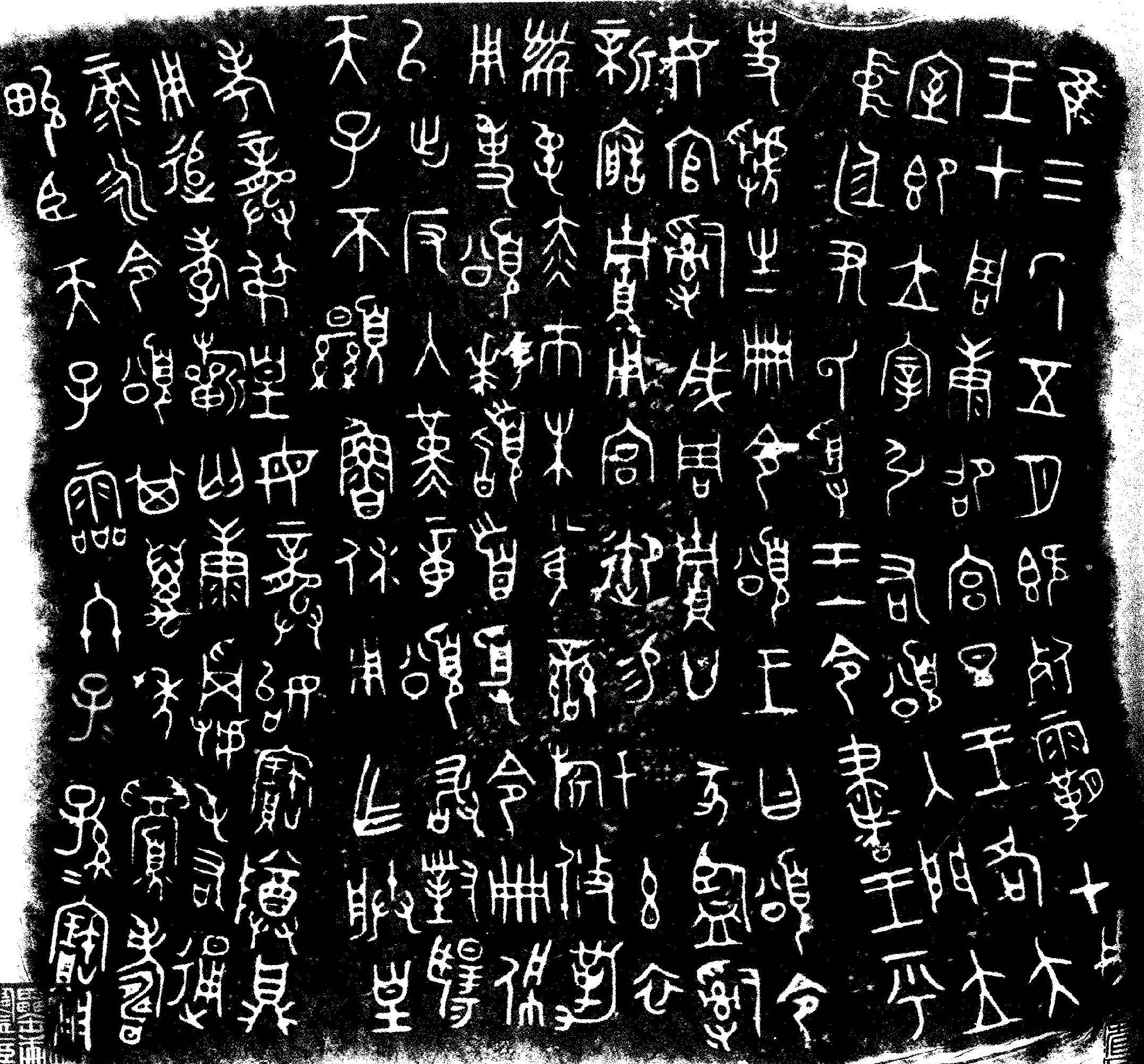
Inschrift des „Shisong-Ding“ (史颂鼎) ein chinesisches Ritualgefäß aus der Westlichen Zhou-Dynastie

Die Bronzeinschriften (chinesisch 金文, Pinyin jīnwén alternativ 銘文 / 铭文,  míngwén oder 鐘鼎文 / 钟鼎文,  zhōngdǐngwén) gehören zu einer Gruppe von Schriften, die auf chinesischen Bronzen, wie zum Beispiel auf Zhong (鐘 / 钟,  zhōng – „Glocke“) und auf Ritualgefäßen, wie beispielsweise dem dreifüßigen Ding (鼎,  dǐng – „drei- bzw. vierfüßiges Bronzeritualgefäß“), anzutreffen sind. Über viele Jahrhunderte hinweg wurden Bronzeartefakte mit chinesischen Schriftzeichen versehen und sie sind an vielen Orten Chinas zu finden. Die Schriftzeichen der Bronzeinschriften sind manchmal unregelmäßig in ihrer Gestalt, d. h., sie sind sowohl in ihrer Form als auch in ihrer Größe nicht so regelmäßig gebaut und so regelmäßig angeordnet wie in einer modernen Schrift. Bronzen der Shang-Dynastie sind selten beschrieben, gegen Ende mehr, die der Zhou-Dynastie dagegen häufig. Die Inschriften liefern wichtige Aufschlüsse über die Geschichte des Landes und die Entwicklung der chinesischen Schrift. Das in den letzten Jahren der Daoguang-Regierungsperiode (1821–1851) in Qishan, Provinz Shaanxi, ausgegrabene und heute im Palastmuseum in Taipei aufbewahrte Exemplar namens Maogong-Ding aus der späten Westlichen Zhou-Dynastie hat mit 497 Schriftzeichen gegenwärtig die längste bekannte Bronzeinschrift. Um das systematische philologische Studium dieser alten Texte haben sich insbesondere die chinesischen Forscher Guo Moruo und Rong Geng verdient gemacht.